# 대학 연구 협회
대학 연구 협회 (Universities Research Association, Inc., URA)는 선도 연구 중심 대학교의 컨소시엄으로 주로 미국의 대학이며 캐나다, 일본과 이탈리아,영국의 구성원도 있다.

## 역사와 목적
URA는 1965년 미국 대통령 자문위원회와 과학 국립 아카데미의 지휘아래 만들어졌다. 이 지부는 국가적인 이해내에 연구 설비를 관리하고 작동시키는 것이다.
URA는 페르미 연구소의 주 계약자로서 피에르 오저 천문대(Pierre Auger Observatory) 프로젝트와 다른 프로젝트에 참여하였다. 그 주요 자금원은 미국 에너지부이다.

## 참고 문헌
1. ↑  “대학 연구 협회, Inc”. 2013년 10월 12일에 원본 문서에서 보존된 문서. 2013년 9월 29일에 확인함.